# Клинковстрём, Мартин Фёдорович

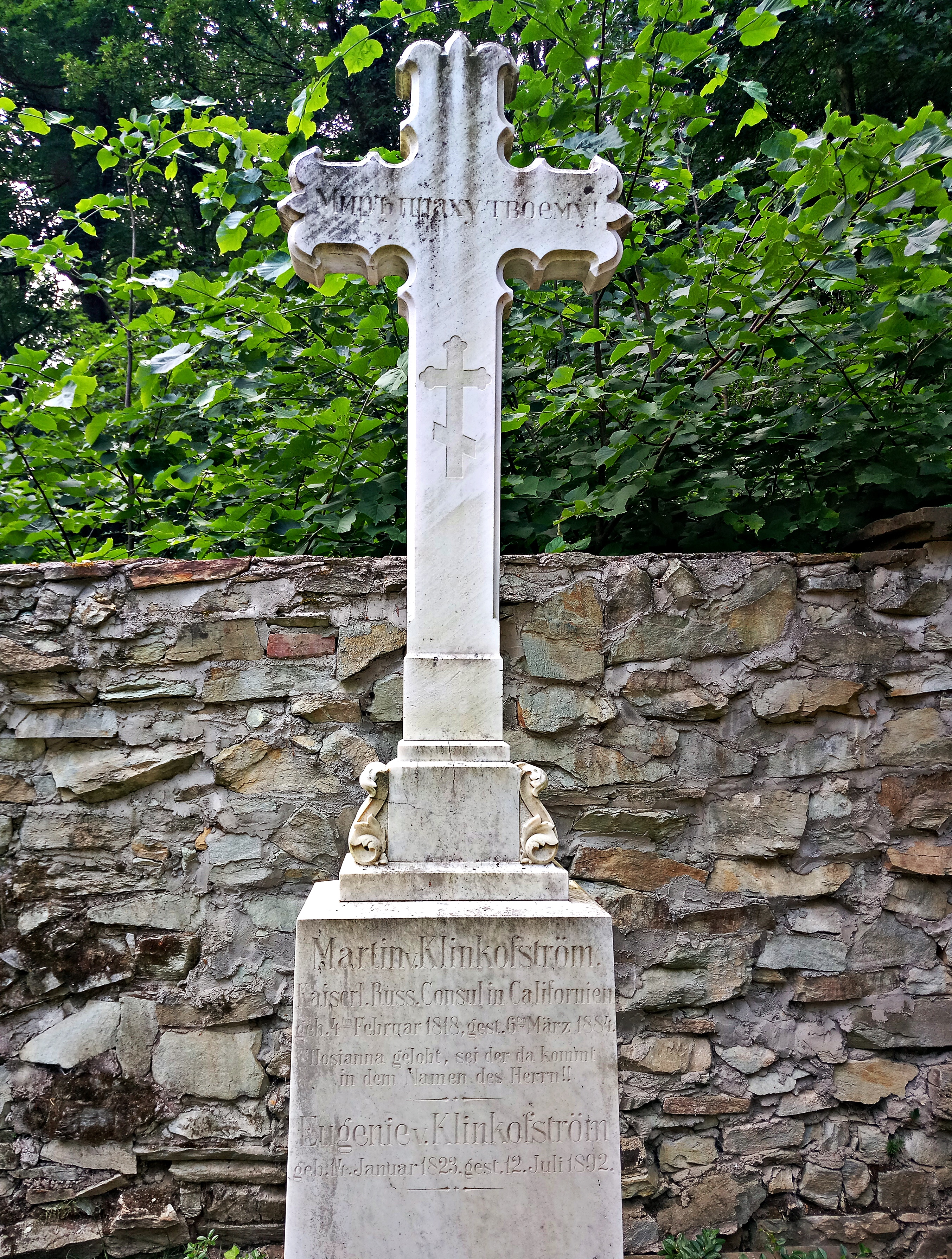
Фотография надгробия

Мартин (Мартын) Фёдорович Клинковстрём (Клинкофстрем; 1812—1884) — российский мореплаватель, исследователь Берингова моря, агент Российско-Американской компании, вице-консул Российской империи в Сан-Франциско.

## Биография
Родился 23 января (4 февраля) 1812 года в семье эмигранта шведского происхождения. Плавал на различных судах Российско-Американской компании. Награждён золотой медалью «За храбрость». В 1846 году руководил байдарочной экспедицией по описи устья реки Анадырь. Открыл неизвестную бухту в 20 милях к востоку от входа в реку.
В 1853—1854 годах командовал транспортом «Император Николай I», на котором 22 сентября 1853 года в одну из бухт залива Анива на юге Сахалина прибыл начальник Амурской экспедиции Г. И. Невельской с командой и основал пост Муравьёвский (ныне город Корсаков). Зимой 1853—1854 гг. Клинковстрём перенёс трагическую зимовку в Императорской гавани, когда умерло три члена экипажа.
В 1862 году назначен вице-консулом Российско-Американской компании в Сан-Франциско и находился этой должности до 1876 года.
Умер 6 марта 1884 года в Висбадене.
Именем Клинковстрёма названа бухта в Анадырском заливе (открыта и нанесена на карту в 1846 году, названа по имени первооткрывателя).